# Soroll

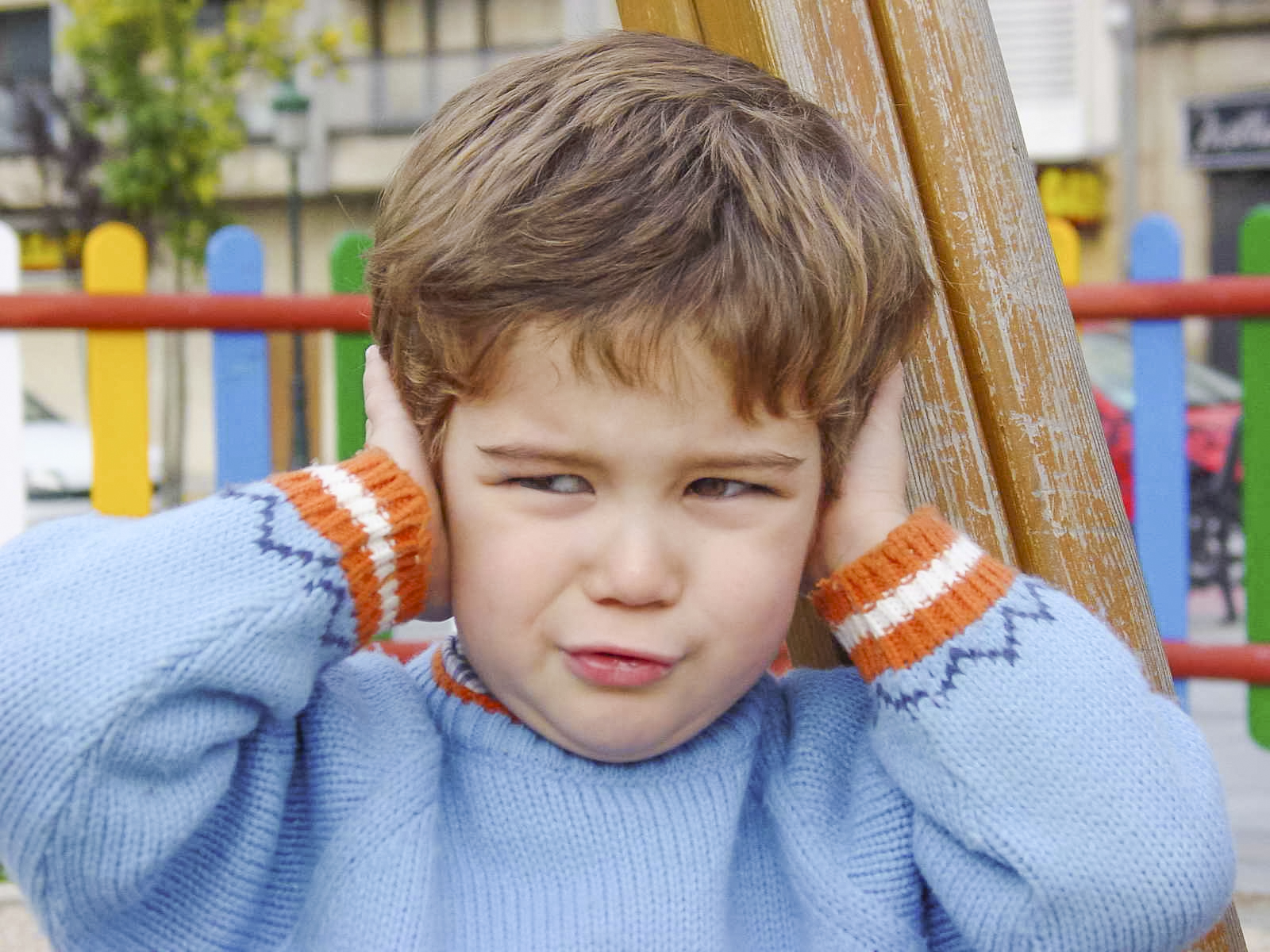
Nen protegint-se del soroll

En sentit ampli el soroll o fressa són dades sense significat, és a dir, que no s'estan utilitzant per a transmetre un senyal, sinó que són simplement un resultat no desitjat d'altres activitats que se sumen amb els senyals que volem rebre, fet que fa que les dades quedin modificades. Tot i això, a la teoria de la informació el soroll és considerat igualment com una mena d'informació, ja que pot contenir dades d'un senyal que s'ha sumat a l'altre o simplement poden ser petites pertorbacions que contenen una informació sense significat aparent.
Quan hom parla de soroll es fa referència al so; habitualment es defineix com so mancat de significat amb més volum de l'usual. Així, se'n pot dir sorollosa d'una activitat. Fins i tot una conversa -que en principi té significat- pot ser considerada soroll per les persones que no hi estan involucrades. A les hores, s'utilitza l'expressió soroll com a sinònim de contaminació acústica, és a dir, s'està fent referència a un soroll (so), generalment, amb una intensitat alta, que pot fins i tot perjudicar la salut humana. Una malaltia que té veure amb el soroll és la fonofòbia, por al soroll.
També té altres efectes per la nostra salut, malalties fisiològiques (en ambients sonors superiors als 100 decibels que poden provocar la pèrdua d'audició), psíquiques (principalment, crear estrès) i sociològiques (alteracions en comunicar-nos, etc.).
Soroll o espectre continu són sons aleatoris que contenen freqüències molt pròximes entre elles. No sempre han de ser desagradables, el so del mar també és un soroll.
El soroll pot bloquejar, distorsionar, canviar o bé interferir amb el significat d'un missatge, tant en la comunicació humana com la comunicació entre aparells electrònics.
En l'àmbit de les telecomunicacions i dels dispositius electrònics, en general, es considera soroll a totes les pertorbacions elèctriques que interfereixen sobre els senyals transmesos o processats. Aquest soroll també és anomenat com a soroll de Johnson. En qualsevol circuit electrònic existeixen variacions a l'atzar en el curs del senyal, causades pel moviment aleatori dels electrons. El soroll és una pertorbació que pot interferir amb tots els senyals transmesos o processats.
També, d'una forma general el soroll s'associa amb la idea d'un so molest, bé per la seva incoherència, pel seu volum o per totes dues coses a la vegada.
- El terme soroll en electrònica o telecomunicacions:
  - Soroll blanc: senyal l'espectre del qual és pla a la banda de freqüència.
  - Soroll rosa: utilitzat en música. Consisteix en soroll blanc filtrat per obtenir un perfil espectral concret.
  - Soroll marró: compost principalment per freqüències greus i mitges.
  - Soroll gris
  - Soroll de color
- El terme soroll en informàtica: de manera general, són dades sense sentit, que es produeixen com un subproducte no desitjat d'altres activitats. En tenim dos tipus:
  - Soroll (comunicació) és la pertorbació que pateix el senyal en el procés comunicatiu. Pot arribar a produir pèrdues d'informació. En el cas de transmissions digitals és possible codificar la informació perquè pugui ser recuperada.
  - Soroll de quantificació: Senyal (també denominat "Error de quantificació"), normalment indesitjable, que resulta del procés de quantificació quan es converteix un senyal analògic en digital i que s'hi afegeix al senyal analògic original per obtenir el senyal quantificat. No sempre es tracta d'un soroll en el sentit estricte: de vegades s'ha d'entendre com una distorsió.
- A teoria de la informació, en canvi, es considera soroll com a part de la informació.

## Mesura

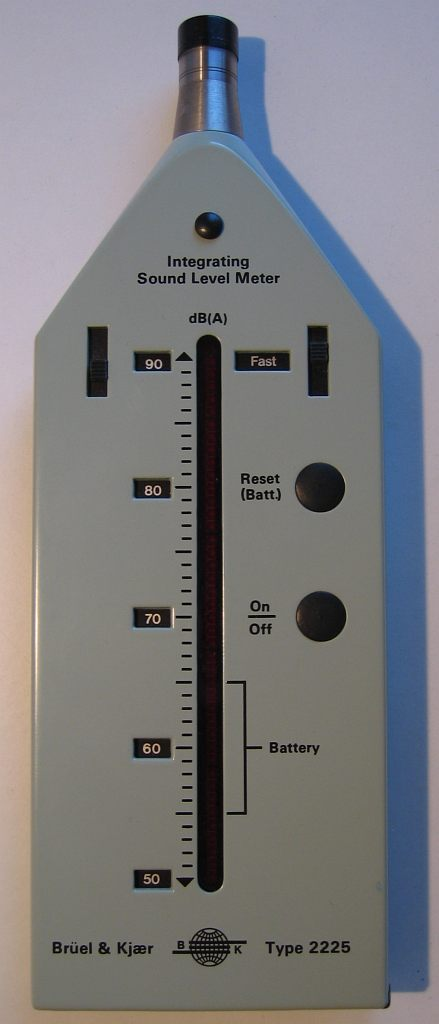
Sonòmetre integrador, en dB(A), de Brüel & Kjær, model 2225

El so es mesura en funció de l'amplitud i la freqüència d'una ona sonora. L'amplitud mesura la força de l'ona. L'energia d'una ona sonora es mesura en decibels (dB), la mesura de volum, o intensitat d'un so; aquesta mesura descriu l'amplitud d'una ona sonora. Els decibels s'expressen en una escala logarítmica. D'altra banda, el to descriu la freqüència d'un so i es mesura en hertz (Hz).
El principal instrument per mesurar els sons a l'aire és el sonòmetre. Hi ha moltes varietats diferents d'instruments que s'utilitzen per mesurar el soroll; els dosímetres de soroll s'utilitzen sovint en entorns ocupacionals, els monitors de soroll s'utilitzen per mesurar el soroll ambiental i la contaminació acústica, i recentment les aplicacions (apps) de sonòmetres basades en telèfons mòbils intel·ligents s'estan utilitzant per fer crowdsourcing i mapejar el soroll recreatiu i comunitari.
La ponderació A s'aplica a un espectre sonor per representar el so que l'ésser humà és capaç d'escoltar a cada freqüència. Així, la pressió sonora s'expressa en termes de dBA. 0 dBA és el nivell més baix que una persona pot sentir. Les veus normals se situen al voltant dels 65 dBA. Un concert de rock pot rondar els 120 dBA.

## Tipus de soroll
Podem classificar els diferents sorolls en dos grans grups:
- Soroll acústic: aquells que produeixen algun tipus de so, que habitualment s'associa al volum del so. Direm, com a exemple, el soroll que generen unes obres al carrer.
- Soroll no acústic: tots aquells que no produeixen cap mena de so, però que també tenen un espectre de senyal de soroll, com les interferències. En aquest grup es poden trobar molts subtipus de soroll, cadascun present a diferents espais de treball. Com a exemples:
  - Soroll electrònic: és present a tot circuit elèctric i és resultat del soroll tèrmic, o també conegut soroll de Johnson. Provoca variacions aleatòries en el corrent o el voltatge a causa del moviment aleatori de les càrregues elèctriques. Una manera eficaç d'evitar aquest tipus de problemes és tenir un sistema de refrigeració per reduir la temperatura del circuit. Aquest fenomen limita el nivell mínim del senyal que qualsevol receptor de ràdio pot respondre de manera efectiva, perquè sempre hi haurà una quantitat petita però significativa de soroll tèrmic a les entrades dels circuits. Hi ha altres tipus de fonts de soroll en circuits electrònics, com ara "shot noise", que es veu en senyals de molt baix nivell en què el nombre finit de partícules portadores de l'energia arriba a ser significatiu, o "flicker noise" (1 / f soroll) en els dispositius semiconductors.
  - Soroll visual: present a tot tipus d'imatges, i és habitualment anomenat com a 'gra d'imatge'. També existeix un soroll visual desitjable, que és el que es fa servir per gràfics per computador, en el qual, s'intenta que la representació en 3D o 2D sigui el realista possible sense gaire cost computacional. El soroll es fa servir per exemple per representar efectes de la natura com ara els núvols, les partícules del vent, alguns tipus d'il·luminació, etc. Per aquest objectiu, un dels sorolls més coneguts és el soroll Perlin. El fet que es faci servir soroll i no una simulació física és pel fet que el soroll és fàcilment generat, en canvi, una simulació física requereix molta potència computacional.
  - Soroll genètic: la regulació i l'activitat dels gens també està relacionada amb el soroll. La variació dels gens permet ser més vulnerables o més resistents a diferents impactes externs, com els bacteris o els virus.

## Origen del soroll
Els orígens del soroll són múltiples, però es poden citar com a més importants els següents:
- L'agitació tèrmica produïda a les molècules del material que forma els conductors i, sobretot, a les resistències, pel xoc amb els electrons en moviment.
- El moviment desordenat, a les vàlvules termoiòniques i especialment als semiconductors, dels electrons i altres portadors de corrent, el que els porta a utilitzar més o menys temps al recorregut d'un electró a un altre. Aquest moviment desordenat dels portadors de càrrega augmenta considerablement amb la temperatura.
- La naturalesa discreta dels portadors de corrent dels semiconductors (Soroll Shoot).
- La irradiació dels cossos negres és un altre factor important en el soroll de les comunicacions per ràdio, ja que tots els objectes de l'univers, depenen de la seva temperatura, emeten energia en forma d'ones electromagnètiques.
- El soroll produït per fonts com contactes defectuosos, artefactes elèctrics, radiació per ignició i enllumenat fluorescent, en general conegudes com a senyals paràsits.
- El soroll erràtic produït per fenòmens naturals com tempestes elèctriques amb llamps, eclipses i altres disturbis a les atmosferes o fora d'ella com les taques solars.
- El soroll generat a causa de la Radiació de fons de microones.

També es poden citar altres causes sobre l'origen del soroll com ara les degudes als components electrònics (amplificadors), al soroll tèrmic de les resistències, a les interferències de senyals externs, etc. És impossible eliminar totalment el soroll, ja que els components electrònics no són perfectes. Malgrat tot, és possible limitar el seu valor de manera que la qualitat de la comunicació sigui acceptable.

## Petits canvis de pressió
Si els ràpids canvis en la pressió entre 20 i 20.000 vegades per segon, és comú que el so audible (és a dir, a freqüències entre 20 Hz i 20 kHz, Hz = Hertz és la unitat de la Freqüència). Les variacions de pressió en el so són molt petites. Aquestes són, a vegades només unes poques milionèsimes d'un pascal. Perquè petites diferències de pressió ha d'escoltar orella per tant molt sensible. Els moviments del timpà tan petit com un diàmetre d'un àtom de hidrógenoátomo ja es pot sentir! Els sons més forts són causats pels grans canvis en la pressió. Una ona de so amb so exemple d'un Pascal serà molt alt, sempre que l'energia més racional en les freqüències mitjanes (1 kHz - 4 kHz). En aquesta freqüència l'oïda humana és més sensible. El so més suau que pot escoltar és d'aproximadament 20 kHz Pascal micro. Això es diu el llindar d'audició.

## Factor de soroll
La magnitud del soroll generat per un dispositiu electrònic, per exemple un amplificador, es pot expressar mitjançant el denominat factor de soroll (F), que és el resultat de dividir la relació senyal/soroll en l'entrada (S/R)ent per la relació senyal/soroll en la sortida (S/R)sal, quan els valors de senyal i soroll s'expressen en nombres simples:
{\displaystyle F={\frac {(S/R)ent}{(S/R)sal}}}
Per altra banda, amb els valors de relació senyal/soroll solen expressar-se en forma logarítmica, normalment en decibels, el factor de soroll en decibels serà, per tant, la diferència entre les relacions S/R en l'entrada i en la sortida de l'element sota prova, ja que:
{\displaystyle 10\cdot \log F=10\log {(S/R)ent}-10\log {(S/R)sal}}
El factor de soroll quan s'expressa en decibels s'anomena figura de soroll.
El factor de soroll és un paràmetre important en els sistemes de transmissió, ja que mentre el soroll extern mai es podrà eliminar totalment, la reducció del soroll generat pels equips depèn del seu disseny.

## Mesura del soroll en telefonia
Com que la forma de l'ona del soroll és completament diferent de la de la veu o la música, l'oïda no reacciona de la mateixa manera al soroll que a la conversació. Així, en els circuits telefònics el grau de pertorbació que origina el soroll depèn en part de l'aparell telefònic utilitzat, la resposta la qual tampoc és lineal respecte a la freqüència. Amb la finalitat de veure l'impacte real del soroll sobre la conversació, en Europa i altres parts del món s'utilitzen les unitats sofomètriques, del greg ψωφοs, soroll i μετρον mesura, establert pel CCITT, ara UIT-T.
Per efectuar la mesura s'utilitza una xarxa de ponderació la qual la resposta d'atenuació-freqüència és inversa a l'efecte interferint de les freqüències d'àudio contingudes en el soroll, així les freqüències que més pertorben són menys atenuades i viceversa. D'aquesta manera en efectuar una mesura amb un instrument, generalment un voltímetre de resposta plana, la seva indicació ens donara un valor de tensió, directament relacionat amb l'efecte pertorbador real del soroll. Aquest valor en ser conegut la impedància del punt de mesura és fàcilment convertit en potència.
Existeixen instruments de mesura específics per al soroll anomenats sofòmetres.
En la Figura 1 es representa la corba de ponderació de soroll, basada en proves auditives, amb indicació de la interferència relativa del soroll a diferents freqüències.
La unitat de referència en mesures de soroll és el picowatt (10−12 W) amb compensació sofomètrica, que s'abrevia com pWp. El nivell de referència d'1 pWp és equivalent els següents valors.
-Un to de 800 Hz A amb un nivell de -90 dBm.
-Un to de 1000 Hz amb una potència de -91 dBm.
-El soroll de fonts en una banda de 3 kHz d'amplada de banda amb una potència aproximada de -88 dBm.

## Temperatura de soroll
La potència de soroll exclusivament tèrmic d'un circuit val N=KTB, sent K, la constant de Boltzmann, T 290 K i B l'amplada de banda en Hz. En el cas d'un dispositiu real, sobretot si és actiu, produeix un nivell de soroll major que N, que anomenarem PN.Així doncs tenim: PN=KTeB.
S'anomena temperatura equivalent de soroll a Te i és la temperatura a la qual un cos negre produeix una potència de soroll igual a la del nostre dispositiu, en l'amplada de banda d'interès.

## Exemples
- Un exemple curiós són els punts que surten en sintonitzar la TV, aquest son produïts a causa de la gran explosió que va crear l'univers anomenada big-bang
- Un altre bon exemple és el soroll de Johnson-Nyquist (soroll tèrmic, soroll de Johnson, o soroll de Nyquist) es genera per l'agitació tèrmica dels portadors de càrrega (generalment electrons dins d'un conductor) en equilibri, el que succeeix amb independència del voltatge aplicat.

El soroll tèrmic és aproximadament blanc, el que significa que la seva densitat espectral de potència és gairebé plana. A més, l'amplitud del senyal segueix una distribució gaussiana.

## Per a més informació
- Kosko, Bart. Noise.  Viking Press, 2006. ISBN 978-0-670-03495-6.
- Urban, Felix (2016). Investigating sonic empowerment in urban cultures. Baden-Baden, Tectum. ISBN 978-3-8288-3683-9
- Schwartz, Hillel. Making Noise: From Babel to the Big Bang & Beyond.  Nova York: Zone Books, 2011. ISBN 978-1-935408-12-3.